# Équipe de France de football au Championnat d'Europe 2024
Cet article relate le parcours de l'équipe de France de football lors du Championnat d'Europe de football 2024 qui a lieu du 14 juin au 14 juillet 2024 en Allemagne.
La France se qualifie pour la compétition en terminant 1er de son groupe éliminatoire.

## Qualifications
Les Bleus, vice-champions du monde, entament en mars 2023 leur nouvel objectif, avec un groupe de qualification abordable pour l'Euro 2024, où ils retrouvent les Pays-Bas comme principal adversaire du groupe, ainsi que l'Irlande, la Grèce et Gibraltar. Enchainant les prestations solides (seulement 1 but encaissé en 6 matchs), Les Bleus obtiennent dès le mois d'octobre 2023 la qualification pour le prochain Euro, avec 6 victoires en autant de matchs, et alors qu'il reste encore deux matchs à jouer.
Le 18 novembre 2023, à l'issue du match retour contre Gibraltar à Nice, les Bleus battent deux records : celui de la plus large victoire de leur histoire et celui du score le plus large de l'histoire des qualifications européennes pour une grande compétition (Euro et Coupe du monde), en marquant 14 buts à 0, avec notamment un triplé de Kylian Mbappé et deux doublés d'Olivier Giroud et de Kingsley Coman. Après un dernier match sans enjeux face à la Grèce, conclut par un match nul (2-2), la France valide sa place de tête de série pour le tirage au sort de l'Euro 2024.
| Rang | Équipe               | Pts | J | G | N | P | Bp | Bc | Diff |  | Résultats (▼ dom., ► ext.) |     |     |     |     |      |
| ---- | -------------------- | --- | - | - | - | - | -- | -- | ---- |  | -------------------------- | --- | --- | --- | --- | ---- |
| 1    | France               | 22  | 8 | 7 | 1 | 0 | 29 | 3  | +26  |  | France                     |     | 4-0 | 1-0 | 2-0 | 14-0 |
| 2    | Pays-Bas             | 18  | 8 | 6 | 0 | 2 | 17 | 7  | +10  |  | Pays-Bas                   | 1-2 |     | 3-0 | 1-0 | 3-0  |
| 3    | Grèce                | 13  | 8 | 4 | 1 | 3 | 14 | 8  | +6   |  | Grèce                      | 2-2 | 0-1 |     | 2-1 | 5-0  |
| 4    | République d'Irlande | 6   | 8 | 2 | 0 | 6 | 9  | 10 | -1   |  | République d'Irlande       | 0-1 | 1-2 | 0-2 |     | 3-0  |
| 5    | Gibraltar            | 0   | 8 | 0 | 0 | 8 | 0  | 41 | -41  |  | Gibraltar                  | 0-3 | 0-6 | 0-3 | 0-4 |      |

- Sélection directement qualifiée pour l'Euro 2024

| 1re match          | France                                                                        | 4 - 0   | Pays-Bas                   | | |
| 24 mars 2023 20h45 | ( Mbappé) Griezmann 2e · Upamecano 8e · ( Tchouaméni) Mbappé 21e · Mbappé 88e | (3 - 0) |                            | Stade de France, Saint-Denis Spectateurs : 77 328 Diffuseur : TF1 Arbitrage : Maurizio Mariani Arbitre vidéo : Massimiliano Irrati | Stade de France, Saint-Denis Spectateurs : 77 328 Diffuseur : TF1 Arbitrage : Maurizio Mariani Arbitre vidéo : Massimiliano Irrati |
| 24 mars 2023 20h45 | Rabiot 45e · Konaté 71e · T. Hernandez 90e · Upamecano 90+4e                  | Rapport | 65e Geertruida · 78e Blind | Stade de France, Saint-Denis Spectateurs : 77 328 Diffuseur : TF1 Arbitrage : Maurizio Mariani Arbitre vidéo : Massimiliano Irrati | Stade de France, Saint-Denis Spectateurs : 77 328 Diffuseur : TF1 Arbitrage : Maurizio Mariani Arbitre vidéo : Massimiliano Irrati |

| 2e match                   | République d'Irlande                            | 0 - 1   | France     | | |
| 27 mars 2023 20h45 (19h45) |                                                 | (0 - 0) | 50e Pavard | Aviva Stadium, Dublin Spectateurs : 50 219 Arbitrage : Artur Soares Dias Arbitre vidéo : Tiago Martins | Aviva Stadium, Dublin Spectateurs : 50 219 Arbitrage : Artur Soares Dias Arbitre vidéo : Tiago Martins |
| 27 mars 2023 20h45 (19h45) | Doherty 65e · Molumby 77e · Idah 88e · Egan 90e | Rapport | 23e Pavard | Aviva Stadium, Dublin Spectateurs : 50 219 Arbitrage : Artur Soares Dias Arbitre vidéo : Tiago Martins | Aviva Stadium, Dublin Spectateurs : 50 219 Arbitrage : Artur Soares Dias Arbitre vidéo : Tiago Martins |

| 3e match                   | Gibraltar | 0 - 3   | France                                                       | | |
| 16 juin 2023 20h45 (19h45) |           | (0 - 2) | 3e Giroud (Coman ) · 45+3e (pen.) Mbappé · 78e (csc) Mouelhi | Stade de l'Algarve, Almancil ( Portugal) Spectateurs : 4 065 Diffuseur : TF1 Arbitrage : Yevhenii Aranovskiy Arbitre vidéo : Bartosz Frankowski | Stade de l'Algarve, Almancil ( Portugal) Spectateurs : 4 065 Diffuseur : TF1 Arbitrage : Yevhenii Aranovskiy Arbitre vidéo : Bartosz Frankowski |
| 16 juin 2023 20h45 (19h45) | Rapport   |         |                                                              | Stade de l'Algarve, Almancil ( Portugal) Spectateurs : 4 065 Diffuseur : TF1 Arbitrage : Yevhenii Aranovskiy Arbitre vidéo : Bartosz Frankowski | Stade de l'Algarve, Almancil ( Portugal) Spectateurs : 4 065 Diffuseur : TF1 Arbitrage : Yevhenii Aranovskiy Arbitre vidéo : Bartosz Frankowski |

| 4e match           | France            | 1 - 0   | Grèce                                                               | | |
| 19 juin 2023 20h45 | Mbappé 55e (pen.) | (0 - 0) |                                                                     | Stade de France, Saint-Denis Spectateurs : 76 500 Diffuseur : TF1 Arbitrage : Antonio Mateu Lahoz Arbitre vidéo : Ricardo de Burgos | Stade de France, Saint-Denis Spectateurs : 76 500 Diffuseur : TF1 Arbitrage : Antonio Mateu Lahoz Arbitre vidéo : Ricardo de Burgos |
| 19 juin 2023 20h45 |                   | Rapport | 49e Siópis · 50e, 70e Mavropános · 70e Kourbélis · 70e Chatzidiákos | Stade de France, Saint-Denis Spectateurs : 76 500 Diffuseur : TF1 Arbitrage : Antonio Mateu Lahoz Arbitre vidéo : Ricardo de Burgos | Stade de France, Saint-Denis Spectateurs : 76 500 Diffuseur : TF1 Arbitrage : Antonio Mateu Lahoz Arbitre vidéo : Ricardo de Burgos |

| 5e match               | France                                | 2 - 0   | République d'Irlande | | |
| 7 septembre 2023 20h45 | ( Mbappé) Tchouaméni 19e · Thuram 48e | (1 - 0) |                      | Parc des Princes, Paris Spectateurs : 43 595 Diffuseur : TF1 Arbitrage : Urs Schnyder Arbitre vidéo : Bastian Dankert | Parc des Princes, Paris Spectateurs : 43 595 Diffuseur : TF1 Arbitrage : Urs Schnyder Arbitre vidéo : Bastian Dankert |
| 7 septembre 2023 20h45 | T. Hernandez 21e · Griezmann 87e      | Rapport | 47e Cullen           | Parc des Princes, Paris Spectateurs : 43 595 Diffuseur : TF1 Arbitrage : Urs Schnyder Arbitre vidéo : Bastian Dankert | Parc des Princes, Paris Spectateurs : 43 595 Diffuseur : TF1 Arbitrage : Urs Schnyder Arbitre vidéo : Bastian Dankert |

| 8e match              | Pays-Bas                   | 1 - 2   | France                                     | | |
| 13 octobre 2023 20h45 | ( Bergwijn) Hartman 83e    | (0 - 1) | 7e Mbappé (Clauss ) · 53e Mbappé (Rabiot ) | Johan Cruyff Arena, Amsterdam Spectateurs : 51 310 Arbitrage : Felix Zwayer Arbitre vidéo : Bastian Dankert | Johan Cruyff Arena, Amsterdam Spectateurs : 51 310 Arbitrage : Felix Zwayer Arbitre vidéo : Bastian Dankert |
| 13 octobre 2023 20h45 | Veerman 29e · Dumfries 51e | Rapport | 90+4e Tchouaméni · 90+6e Mbappé            | Johan Cruyff Arena, Amsterdam Spectateurs : 51 310 Arbitrage : Felix Zwayer Arbitre vidéo : Bastian Dankert | Johan Cruyff Arena, Amsterdam Spectateurs : 51 310 Arbitrage : Felix Zwayer Arbitre vidéo : Bastian Dankert |

| 9e match               | France | 14 - 0  | Gibraltar  |                                                                                                   |                                                                                                   |
| 18 novembre 2023 20h45 | ( Clauss) Santos 3e (csc) · Thuram 4e · ( Coman) Zaïre-Emery 16e · Mbappé 30e (pen.) · ( Mbappé) Clauss 34e · Coman 36e · ( Mbappé) Fofana 37e · Rabiot 64e · ( Mbappé) Coman 65e · Dembélé 73e · ( T. Hernandez) Mbappé 74e · ( Fofana) Mbappé 82e · ( Griezmann) Giroud 89e · ( T. Hernandez) Giroud 90+1e | (7 - 0) |            | Allianz Riviera, Nice Spectateurs : 32 758 Arbitrage : John Brooks Arbitre vidéo : Chris Kavanagh | Allianz Riviera, Nice Spectateurs : 32 758 Arbitrage : John Brooks Arbitre vidéo : Chris Kavanagh |
| 18 novembre 2023 20h45 | | Rapport | 18e Santos | Allianz Riviera, Nice Spectateurs : 32 758 Arbitrage : John Brooks Arbitre vidéo : Chris Kavanagh | Allianz Riviera, Nice Spectateurs : 32 758 Arbitrage : John Brooks Arbitre vidéo : Chris Kavanagh |

| 10e match                      | Grèce                                        | 2 - 2   | France                                          | | |
| 21 novembre 2023 20h45 (21h45) | Bakasétas 56e · ( Giannoúlis) Ioannídis 61e  | (0 - 1) | 42e Kolo Muani (Giroud ) · 74e Fofana (Mbappé ) | Stade Agiá Sofiá, Athènes Spectateurs : 24 820 Arbitrage : Daniel Siebert Arbitre vidéo : Marco Fritz | Stade Agiá Sofiá, Athènes Spectateurs : 24 820 Arbitrage : Daniel Siebert Arbitre vidéo : Marco Fritz |
| 21 novembre 2023 20h45 (21h45) | Bouchalákis 34e · Rétsos 40e · Ioannídis 75e | Rapport | 34e Dembélé · 55e Fofana · 90+2e Griezmann      | Stade Agiá Sofiá, Athènes Spectateurs : 24 820 Arbitrage : Daniel Siebert Arbitre vidéo : Marco Fritz | Stade Agiá Sofiá, Athènes Spectateurs : 24 820 Arbitrage : Daniel Siebert Arbitre vidéo : Marco Fritz |

## Préparation
| Match amical                                     | France                  | 0 - 2   | Allemagne                          | | |
| 23 mars 2024 · 21h00 · Historique des rencontres |                         | (0 - 1) | 1re Wirtz · 49e Havertz (Musiala ) | Groupama Stadium, Décines-Charpieu Spectateurs : 59 186 Arbitrage : Jesús Gil Manzano Arbitre vidéo : Alejandro Hernández | Groupama Stadium, Décines-Charpieu Spectateurs : 59 186 Arbitrage : Jesús Gil Manzano Arbitre vidéo : Alejandro Hernández |
| 23 mars 2024 · 21h00 · Historique des rencontres | Mbappé 68e · Rabiot 73e |         | 68e Andrich                        | Groupama Stadium, Décines-Charpieu Spectateurs : 59 186 Arbitrage : Jesús Gil Manzano Arbitre vidéo : Alejandro Hernández | Groupama Stadium, Décines-Charpieu Spectateurs : 59 186 Arbitrage : Jesús Gil Manzano Arbitre vidéo : Alejandro Hernández |

| Match amical                                     | France                                                                          | 3 - 2   | Chili                         | | |
| 26 mars 2024 · 21h00 · Historique des rencontres | (Mbappé ) Fofana 19e · (T.Hernandez ) Kolo Muani 25e · (Kolo Muani ) Giroud 72e | (2 - 1) | 6e Núñez (Isla ) · 82e Osorio | Stade Vélodrome, Marseille Spectateurs : 50 000 Arbitrage : Anthony Taylor Arbitre vidéo : Stuart Attwell | Stade Vélodrome, Marseille Spectateurs : 50 000 Arbitrage : Anthony Taylor Arbitre vidéo : Stuart Attwell |

| Match amical                                    | France                                                                  | 3 - 0   | Luxembourg | | |
| 5 juin 2024 · 21h00 · Historique des rencontres | (Mbappé ) Kolo Muani 47e · (Mbappé ) Clauss 70e · (Barcola ) Mbappé 85e | (1 - 0) |            | Stade Saint-Symphorien, Longeville-lès-Metz Spectateurs : 25 970 Arbitrage : Lawrence Visser Arbitre vidéo : Bram Van Driessche | Stade Saint-Symphorien, Longeville-lès-Metz Spectateurs : 25 970 Arbitrage : Lawrence Visser Arbitre vidéo : Bram Van Driessche |
| 5 juin 2024 · 21h00 · Historique des rencontres | Rapport                                                                 |         |            | Stade Saint-Symphorien, Longeville-lès-Metz Spectateurs : 25 970 Arbitrage : Lawrence Visser Arbitre vidéo : Bram Van Driessche | Stade Saint-Symphorien, Longeville-lès-Metz Spectateurs : 25 970 Arbitrage : Lawrence Visser Arbitre vidéo : Bram Van Driessche |

| Match amical                                    | France | 0 - 0   | Canada |                                                                              |                                                                              |
| 9 juin 2024 · 21h00 · Historique des rencontres |        | (0 - 0) |        | Matmut Atlantique, Bordeaux Spectateurs : 40 835 Arbitrage : Fabio Verissimo | Matmut Atlantique, Bordeaux Spectateurs : 40 835 Arbitrage : Fabio Verissimo |

## Phase finale
Le camp de base de la France se situe dans la ville de Paderborn, en Rhénanie-du-Nord-Westphalie.

### Effectif
NB : Les âges et les sélections sont calculés au début de l'Euro 2024, le 14 juin 2024.

### Premier tour
Pour son premier match de l'Euro 2024, l'Equipe de France fait face à l'Autriche, équipe très agressive au pressing et dans les duels. Peu efficace offensivement, les Bleus ramènent tout de même les 3 points de Dusseldorf pour leur entrée en lice dans cet Euro (1-0) grâce à un but contre son camp de Wober à la 38e minute. Le capitaine des Bleus Kylian Mbappé, quant à lui, est sorti sur blessure après un choc aérien avec le lensois Kevin Danso. Le Bondynois s'en sort avec un nez cassé.
| v · m | Équipe   | Pts | J | G | N | P | Bp | Bc | Diff |
| ----- | -------- | --- | - | - | - | - | -- | -- | ---- |
| 1     | Autriche | 6   | 3 | 2 | 0 | 1 | 6  | 4  | +2   |
| 2     | France   | 5   | 3 | 1 | 2 | 0 | 2  | 1  | +1   |
| 3     | Pays-Bas | 4   | 3 | 1 | 1 | 1 | 4  | 4  | 0    |
| 4     | Pologne  | 1   | 3 | 0 | 1 | 2 | 3  | 6  | -3   |

#### Autriche - France
| Match 8                 | Autriche                                                           | 0 - 1   | France                   | Düsseldorf Arena, Düsseldorf                                                                       | |
| 17 juin 2024 21h00 CEST |                                                                    | (0 - 1) | 38e (csc) Wöber          | Spectateurs : 46 425 Arbitrage : Jesús Gil Manzano (en) Arbitre vidéo : Juan Martínez Munuera (en) | Spectateurs : 46 425 Arbitrage : Jesús Gil Manzano (en) Arbitre vidéo : Juan Martínez Munuera (en) |
| 17 juin 2024 21h00 CEST | Wöber 16e · Mwene 34e · Baumgartner 80e · Laimer 84e · Danso 90+3e | Rapport | 56e Dembélé · 90e Mbappé | Spectateurs : 46 425 Arbitrage : Jesús Gil Manzano (en) Arbitre vidéo : Juan Martínez Munuera (en) | Spectateurs : 46 425 Arbitrage : Jesús Gil Manzano (en) Arbitre vidéo : Juan Martínez Munuera (en) |

#### Pays-Bas - France
| Match 20                | Pays-Bas     | 0 - 0   | France | Stade de Leipzig, Leipzig                                                      |                                                                                |
| 21 juin 2024 21h00 CEST |              | (0 - 0) |        | Spectateurs : 38 531 Arbitrage : Anthony Taylor Arbitre vidéo : Stuart Attwell | Spectateurs : 38 531 Arbitrage : Anthony Taylor Arbitre vidéo : Stuart Attwell |
| 21 juin 2024 21h00 CEST | Schouten 31e | Rapport |        | Spectateurs : 38 531 Arbitrage : Anthony Taylor Arbitre vidéo : Stuart Attwell | Spectateurs : 38 531 Arbitrage : Anthony Taylor Arbitre vidéo : Stuart Attwell |

#### France - Pologne
| Match 32                | France            | 1 - 1   | Pologne                                         | BVB Stadion Dortmund, Dortmund                                                   |                                                                                  |
| 25 juin 2024 18h00 CEST | Mbappé 56e (pen.) | (0 - 0) | 79e (pen.) Lewandowski                          | Spectateurs : 59 728 Arbitrage : Marco Guida Arbitre vidéo : Massimiliano Irrati | Spectateurs : 59 728 Arbitrage : Marco Guida Arbitre vidéo : Massimiliano Irrati |
| 25 juin 2024 18h00 CEST | Rabiot 43e        | Rapport | 24e Zalewski · 89e Dawidowicz · 90+2e Świderski | Spectateurs : 59 728 Arbitrage : Marco Guida Arbitre vidéo : Massimiliano Irrati | Spectateurs : 59 728 Arbitrage : Marco Guida Arbitre vidéo : Massimiliano Irrati |

### Huitième de finale
| Match 42                    | France                                      | 1 - 0   | Belgique                       | Düsseldorf Arena, Düsseldorf                                                 |                                                                              |
| 1er juillet 2024 18h00 CEST | Vertonghen 85e (csc)                        | (0 - 0) |                                | Spectateurs : 46 810 Arbitrage : Glenn Nyberg Arbitre vidéo : Pol van Boekel | Spectateurs : 46 810 Arbitrage : Glenn Nyberg Arbitre vidéo : Pol van Boekel |
| 1er juillet 2024 18h00 CEST | Tchouaméni 14e · Griezmann 23e · Rabiot 24e | Rapport | 76e Vertonghen · 90+3e Mangala | Spectateurs : 46 810 Arbitrage : Glenn Nyberg Arbitre vidéo : Pol van Boekel | Spectateurs : 46 810 Arbitrage : Glenn Nyberg Arbitre vidéo : Pol van Boekel |

### Quart de finale
| Match 46                  | Portugal                         | 0 - 0 a. p.           | France                                          | Volksparkstadion, Hambourg                                                     |                                                                                |
| 5 juillet 2024 21h00 CEST |                                  | (0 - 0, 0 - 0, 0 - 0) |                                                 | Spectateurs : 47 789 Arbitrage : Michael Oliver Arbitre vidéo : Pol van Boekel | Spectateurs : 47 789 Arbitrage : Michael Oliver Arbitre vidéo : Pol van Boekel |
| 5 juillet 2024 21h00 CEST | Palhinha 79e                     | Rapport               | 84e Saliba ·                                    | Spectateurs : 47 789 Arbitrage : Michael Oliver Arbitre vidéo : Pol van Boekel | Spectateurs : 47 789 Arbitrage : Michael Oliver Arbitre vidéo : Pol van Boekel |
| 5 juillet 2024 21h00 CEST | Ronaldo · Silva · Félix · Mendes | Tirs au but 3 - 5     | Dembélé · Fofana · Koundé · Barcola · Hernandez | Spectateurs : 47 789 Arbitrage : Michael Oliver Arbitre vidéo : Pol van Boekel | Spectateurs : 47 789 Arbitrage : Michael Oliver Arbitre vidéo : Pol van Boekel |

### Demi-finale
| Match 49                  | Espagne                        | 2 - 1   | France                         | Munich Football Arena, Munich                                                  |                                                                                |
| 9 juillet 2024 21h00 CEST | ( Morata) Yamal 21e · Olmo 25e | (2 - 1) | 9e Kolo Muani ( Mbappé)        | Spectateurs : 70 091 Arbitrage : Slavko Vinčić Arbitre vidéo : Nejc Kajtazovic | Spectateurs : 70 091 Arbitrage : Slavko Vinčić Arbitre vidéo : Nejc Kajtazovic |
| 9 juillet 2024 21h00 CEST | Navas 14e · Yamal 90+1e        | Rapport | 60e Tchouaméni · 89e Camavinga | Spectateurs : 70 091 Arbitrage : Slavko Vinčić Arbitre vidéo : Nejc Kajtazovic | Spectateurs : 70 091 Arbitrage : Slavko Vinčić Arbitre vidéo : Nejc Kajtazovic |

## Statistiques

### Temps de jeu
| N°         | Joueur              |                      |                    |                        |                      |                      |          | TT       | But inscrit | Passe décisive | MJ       | MT       | Légende |
| ---------- | ------------------- | -------------------- | ------------------ | ---------------------- | -------------------- | -------------------- | -------- | -------- | ----------- | -------------- | -------- | -------- | --- |
| Gardiens   | Gardiens            | Gardiens             | Gardiens           | Gardiens               | Gardiens             | Gardiens             | Gardiens | Gardiens | Gardiens    | Gardiens       | Gardiens | Gardiens | Abréviations et symboles : TT : Total de minutes jouées MJ : Nombre de matchs joués MT : Matchs joués en tant que titulaire : but : passe décisive : a quelle minute le joueur est entré : a quelle minute le joueur est remplacé : capitaine : carton jaune : carton rouge |
| 1          | Brice Samba         | -                    | -                  | -                      | -                    | -                    | -        | -        | -           | -              | -        | -        | Abréviations et symboles : TT : Total de minutes jouées MJ : Nombre de matchs joués MT : Matchs joués en tant que titulaire : but : passe décisive : a quelle minute le joueur est entré : a quelle minute le joueur est remplacé : capitaine : carton jaune : carton rouge |
| 16         | Mike Maignan        | 90                   | 90                 | 90                     | 90                   | 120                  | 90       | 570      | -           | -              | 6        | 6        | Abréviations et symboles : TT : Total de minutes jouées MJ : Nombre de matchs joués MT : Matchs joués en tant que titulaire : but : passe décisive : a quelle minute le joueur est entré : a quelle minute le joueur est remplacé : capitaine : carton jaune : carton rouge |
| 23         | Alphonse Areola     | -                    | -                  | -                      | -                    | -                    | -        | -        | -           | -              | -        | -        | Abréviations et symboles : TT : Total de minutes jouées MJ : Nombre de matchs joués MT : Matchs joués en tant que titulaire : but : passe décisive : a quelle minute le joueur est entré : a quelle minute le joueur est remplacé : capitaine : carton jaune : carton rouge |
| Défenseurs |                     |                      |                    |                        |                      |                      |          |          |             |                |          |          | Abréviations et symboles : TT : Total de minutes jouées MJ : Nombre de matchs joués MT : Matchs joués en tant que titulaire : but : passe décisive : a quelle minute le joueur est entré : a quelle minute le joueur est remplacé : capitaine : carton jaune : carton rouge |
| 2          | Benjamin Pavard     | -                    | -                  | -                      | -                    | -                    | -        | -        | -           | -              | -        | -        | Abréviations et symboles : TT : Total de minutes jouées MJ : Nombre de matchs joués MT : Matchs joués en tant que titulaire : but : passe décisive : a quelle minute le joueur est entré : a quelle minute le joueur est remplacé : capitaine : carton jaune : carton rouge |
| 3          | Ferland Mendy       | -                    | -                  | -                      | -                    | -                    | -        | -        | -           | -              | -        | -        | Abréviations et symboles : TT : Total de minutes jouées MJ : Nombre de matchs joués MT : Matchs joués en tant que titulaire : but : passe décisive : a quelle minute le joueur est entré : a quelle minute le joueur est remplacé : capitaine : carton jaune : carton rouge |
| 4          | Dayot Upamecano     | 90                   | 90                 | 90                     | 90                   | 120                  | 90       | 570      | -           | -              | 6        | 6        | Abréviations et symboles : TT : Total de minutes jouées MJ : Nombre de matchs joués MT : Matchs joués en tant que titulaire : but : passe décisive : a quelle minute le joueur est entré : a quelle minute le joueur est remplacé : capitaine : carton jaune : carton rouge |
| 5          | Jules Koundé        | 90                   | 90                 | 90                     | 90                   | 120                  | 90       | 570      | -           | -              | 6        | 6        | Abréviations et symboles : TT : Total de minutes jouées MJ : Nombre de matchs joués MT : Matchs joués en tant que titulaire : but : passe décisive : a quelle minute le joueur est entré : a quelle minute le joueur est remplacé : capitaine : carton jaune : carton rouge |
| 17         | William Saliba      | 90                   | 90                 | 90                     | 90                   | 120                  | 90       | 570      | -           | -              | 6        | 6        | Abréviations et symboles : TT : Total de minutes jouées MJ : Nombre de matchs joués MT : Matchs joués en tant que titulaire : but : passe décisive : a quelle minute le joueur est entré : a quelle minute le joueur est remplacé : capitaine : carton jaune : carton rouge |
| 21         | Jonathan Clauss     | -                    | -                  | -                      | -                    | -                    | -        | -        | -           | -              | -        | -        | Abréviations et symboles : TT : Total de minutes jouées MJ : Nombre de matchs joués MT : Matchs joués en tant que titulaire : but : passe décisive : a quelle minute le joueur est entré : a quelle minute le joueur est remplacé : capitaine : carton jaune : carton rouge |
| 22         | Théo Hernandez      | 90                   | 90                 | 90                     | 90                   | 120                  | 90       | 570      | -           | -              | 6        | 6        | Abréviations et symboles : TT : Total de minutes jouées MJ : Nombre de matchs joués MT : Matchs joués en tant que titulaire : but : passe décisive : a quelle minute le joueur est entré : a quelle minute le joueur est remplacé : capitaine : carton jaune : carton rouge |
| 24         | Ibrahima Konaté     | -                    | -                  | -                      | -                    | -                    | -        | -        | -           | -              | -        |          | Abréviations et symboles : TT : Total de minutes jouées MJ : Nombre de matchs joués MT : Matchs joués en tant que titulaire : but : passe décisive : a quelle minute le joueur est entré : a quelle minute le joueur est remplacé : capitaine : carton jaune : carton rouge |
| Milieux    |                     |                      |                    |                        |                      |                      |          |          |             |                |          |          | Abréviations et symboles : TT : Total de minutes jouées MJ : Nombre de matchs joués MT : Matchs joués en tant que titulaire : but : passe décisive : a quelle minute le joueur est entré : a quelle minute le joueur est remplacé : capitaine : carton jaune : carton rouge |
| 6          | Eduardo Camavinga   | 71 Adrien Rabiot     | -                  | 61 Adrien Rabiot       | -                    | 91 Youssouf Fofana   | 28       | 165      | -           | -              | 4        | 1        | Abréviations et symboles : TT : Total de minutes jouées MJ : Nombre de matchs joués MT : Matchs joués en tant que titulaire : but : passe décisive : a quelle minute le joueur est entré : a quelle minute le joueur est remplacé : capitaine : carton jaune : carton rouge |
| 7          | Antoine Griezmann   | 90 Youssouf Fofana   | 90                 | 29 N'golo Kanté        | 90                   | 67 Ousmane Dembélé   | 28       | 394      | -           | -              | 6        | 4        | Abréviations et symboles : TT : Total de minutes jouées MJ : Nombre de matchs joués MT : Matchs joués en tant que titulaire : but : passe décisive : a quelle minute le joueur est entré : a quelle minute le joueur est remplacé : capitaine : carton jaune : carton rouge |
| 8          | Aurélien Tchouaméni | -                    | 90                 | 81 Youssouf Fofana     | 90                   | 120                  | 90       | 471      | -           | -              | 5        | 4        | Abréviations et symboles : TT : Total de minutes jouées MJ : Nombre de matchs joués MT : Matchs joués en tant que titulaire : but : passe décisive : a quelle minute le joueur est entré : a quelle minute le joueur est remplacé : capitaine : carton jaune : carton rouge |
| 13         | N'Golo Kanté        | 90                   | 90                 | 61 Antoine Griezmann   | 90                   | 120                  | 62       | 513      | -           | -              | 6        | 6        | Abréviations et symboles : TT : Total de minutes jouées MJ : Nombre de matchs joués MT : Matchs joués en tant que titulaire : but : passe décisive : a quelle minute le joueur est entré : a quelle minute le joueur est remplacé : capitaine : carton jaune : carton rouge |
| 14         | Adrien Rabiot       | 71 Eduardo Camavinga | 90                 | 61 Eduardo Camavinga   | 90                   | -                    | 62       | 374      | -           | -              | 5        | 5        | Abréviations et symboles : TT : Total de minutes jouées MJ : Nombre de matchs joués MT : Matchs joués en tant que titulaire : but : passe décisive : a quelle minute le joueur est entré : a quelle minute le joueur est remplacé : capitaine : carton jaune : carton rouge |
| 18         | Warren Zaïre-Emery  | -                    | -                  | -                      | -                    | -                    | -        | -        | -           | -              | -        | -        | Abréviations et symboles : TT : Total de minutes jouées MJ : Nombre de matchs joués MT : Matchs joués en tant que titulaire : but : passe décisive : a quelle minute le joueur est entré : a quelle minute le joueur est remplacé : capitaine : carton jaune : carton rouge |
| 19         | Youssouf Fofana     | 90 Antoine Griezmann | -                  | 81 Aurélien Tchouaméni | -                    | 91 Eduardo Camavinga | -        | 40       | -           | -              | 3        | 0        | Abréviations et symboles : TT : Total de minutes jouées MJ : Nombre de matchs joués MT : Matchs joués en tant que titulaire : but : passe décisive : a quelle minute le joueur est entré : a quelle minute le joueur est remplacé : capitaine : carton jaune : carton rouge |
| Attaquants |                     |                      |                    |                        |                      |                      |          |          |             |                |          |          | Abréviations et symboles : TT : Total de minutes jouées MJ : Nombre de matchs joués MT : Matchs joués en tant que titulaire : but : passe décisive : a quelle minute le joueur est entré : a quelle minute le joueur est remplacé : capitaine : carton jaune : carton rouge |
| 9          | Olivier Giroud      | 90 Kilian Mbappé     | 75 Marcus Thuram   | 61 Bradley Barcola     | -                    | -                    | 11       | 64       | -           | -              | 4        | 0        | Abréviations et symboles : TT : Total de minutes jouées MJ : Nombre de matchs joués MT : Matchs joués en tant que titulaire : but : passe décisive : a quelle minute le joueur est entré : a quelle minute le joueur est remplacé : capitaine : carton jaune : carton rouge |
| 10         | Kylian Mbappé       | 90 Olivier Giroud    | -                  | 90                     | 90                   | 106 Bradley Barcola  | 90       | 466      | 1           | 2              | 5        | 5        | Abréviations et symboles : TT : Total de minutes jouées MJ : Nombre de matchs joués MT : Matchs joués en tant que titulaire : but : passe décisive : a quelle minute le joueur est entré : a quelle minute le joueur est remplacé : capitaine : carton jaune : carton rouge |
| 11         | Ousmane Dembélé     | 71 Randal Kolo Muani | 75 Kingsley Coman  | 86 Randal Kolo Muani   | -                    | 67 Antoine Griezmann | 79       | 364      | -           | -              | 5        | 4        | Abréviations et symboles : TT : Total de minutes jouées MJ : Nombre de matchs joués MT : Matchs joués en tant que titulaire : but : passe décisive : a quelle minute le joueur est entré : a quelle minute le joueur est remplacé : capitaine : carton jaune : carton rouge |
| 12         | Randal Kolo Muani   | 71 Ousmane Dembélé   | -                  | 81 Ousmane Dembélé     | 28 Marcus Thuram     | 86 Marcus Thuram     | 63       | 200      | 1           | 1              | 5        | 2        | Abréviations et symboles : TT : Total de minutes jouées MJ : Nombre de matchs joués MT : Matchs joués en tant que titulaire : but : passe décisive : a quelle minute le joueur est entré : a quelle minute le joueur est remplacé : capitaine : carton jaune : carton rouge |
| 15         | Marcus Thuram       | 90                   | 75 Olivier Giroud  | -                      | 62 Randal Kolo Muani | 34                   | -        | 261      | -           | -              | 4        | 3        | Abréviations et symboles : TT : Total de minutes jouées MJ : Nombre de matchs joués MT : Matchs joués en tant que titulaire : but : passe décisive : a quelle minute le joueur est entré : a quelle minute le joueur est remplacé : capitaine : carton jaune : carton rouge |
| 20         | Kingsley Coman      | -                    | 75 Ousmane Dembélé | -                      | -                    | -                    | -        | 15       | -           | -              | 1        | 0        | Abréviations et symboles : TT : Total de minutes jouées MJ : Nombre de matchs joués MT : Matchs joués en tant que titulaire : but : passe décisive : a quelle minute le joueur est entré : a quelle minute le joueur est remplacé : capitaine : carton jaune : carton rouge |
| 25         | Bradley Barcola     | -                    | -                  | 61 Olivier Giroud      | -                    | 106 Kilian Mbappé    | 27       | 102      | -           | -              | 3        | 1        | Abréviations et symboles : TT : Total de minutes jouées MJ : Nombre de matchs joués MT : Matchs joués en tant que titulaire : but : passe décisive : a quelle minute le joueur est entré : a quelle minute le joueur est remplacé : capitaine : carton jaune : carton rouge |

| Buts | Joueurs                | Adversaires |
| ---- | ---------------------- | ----------- |
| 1    | Randal Kolo Muani      | Espagne     |
| 1    | Kylian Mbappé          | Pologne     |
| 1    | Maximilian Wöber (csc) | Autriche    |
| 1    | Jan Vertonghen (csc)   | Belgique    |

| Passes | Joueurs           | Adversaires       |
| ------ | ----------------- | ----------------- |
| 2      | Kylian Mbappé     | Autriche, Espagne |
| 1      | Randal Kolo Muani | Belgique          |